# La Llanada
La Llanada é um município da Colômbia, localizado no departamento de Nariño.